# Wildcat (achtbaan)
Wildcat is het eerste achtbaanmodel van de Duitse attractiebouwer Anton Schwarzkopf. Het was een wildemuis-achtbaan. 
De Wildcat was beschikbaar in drie verschillende formaten: een 420 meter lange versie, een 460 meter lange versie en een versie van 560 meter lang. Deze waren respectievelijk 10,50, 13,50 en 14,50 meter hoog. Er zijn dertig Wildcats gebouwd voor attractieparken, maar van twee banen is niet geweten van welk formaat ze waren. Wel is bekend dat van het kleinste model zeker twee banen gebouwd zijn, en van de andere twee modellen elk 13. Daarnaast was de Wildcat ook een zeer populaire baan voor kermissen, hoeveel banen er gebouwd zijn die uitsluitend op kermissen stonden, is niet bekend.
De Wildcat werd ontworpen in 1964. De namen van de modellen (45m, 54m en 65m) verwijzen naar de lengte-afmeting van het grondvlak.

## Voorbeelden

### Kleinste model
- Achtbaan in  Bobbejaanland
- Raptor Attack in  Lightwater Valley

### Middelgroot model
- Wild Rider in  Six Flags Great Adventure
- Himalayabahn in  Schwaben Park

### Grootste model
- Achterbahn in  Spreepark
- Achterbahn in  Skyline Park

Lijst van achtbaanmodellen ontworpen door Anton Schwarzkopf